# Cinara diabola
Cinara diabola är en insektsart som beskrevs av Hottes 1961. Cinara diabola ingår i släktet Cinara och familjen långrörsbladlöss. Inga underarter finns listade i Catalogue of Life.